# Glossocalyx
Glossocalyx, monotipski biljni rode u porodici Siparunaceae kojemu pripada jedino vrsta G. longicuspis raširena po područjima zapadne tropske Afrike.
G. longicuspis je drvo visoko 30 - 40 stopa. Glossocalyx brevipes Benth., sinonim je za G. longicuspis.

## Sinonimi
- Glossocalyx brevipes Benth.
- Glossocalyx brevipes var. letouzeyi Fouilloy
- Glossocalyx staudtii Engl.
- Glossocalyx zenkeri J.Wagner